# Baro (Nigeria)
Baro è una città della Nigeria, situata sul fiume Niger, a circa 650 km dalla foce del corso d'acqua. Essa è anche il capolinea della ferrovia collegata al sistema ferroviario della Nigeria.